# کلیوو مدیسون
کلیوو مدیسون (انگلیسی: Cleo Madison؛ ۲۶ مارس ۱۸۸۳ – ۱۱ مارس ۱۹۶۴) یک هنرپیشه اهل ایالات متحده آمریکا بود.
از فیلم‌های او می‌توان به داستان عاشقانه تارزان اشاره نمود.